# Silver Side Up
Silver Side Up è il terzo album in studio del gruppo canadese Nickelback, pubblicato l'11 settembre 2001. Ha raggiunto la vetta della classifica in Canada, Austria, Irlanda, Nuova Zelanda e Regno Unito. Il disco ha avuto notevoli riscontri di vendita, infatti è stato certificato 8 volte platino in Canada, 6 negli Stati Uniti e 3 nel Regno Unito. A livello mondiale l'album ha venduto oltre 10 milioni di copie.

## Storia
Nel 2000, i Nickelback cominciarono ad ottenere successo commerciale grazie al loro album The State e al principale singolo Leader of Men. All'inizio del 2001, The State fu certificato disco d'oro in Canada e stava per raggiungere il medesimo risultato negli Stati Uniti. In quel momento il gruppo stava pianificando l'inizio dei lavori in studio per le registrazioni del terzo album. Nel marzo 2001, i Nickelback vinsero il loro primo Juno Award come "Miglior Nuovo Gruppo dell'Anno". In aprile il gruppo ritornò nello studio dove aveva registrato il precedente album, The State, per iniziare i lavori del seguito, Silver Side Up. Molte delle canzoni di Silver Side Up sono state scritte prima della pubblicazione di The State; e alcune, incluse Hangnail e Hollywood, erano già state suonate dal vivo. Just For fu inizialmente rilasciata nell'album di debutto Curb del 1996.
La band si prese il proprio tempo per registrare Silver Side Up, e assunse Rick Parashar per aiutarli a produrre il disco. Verso giugno il gruppo terminò i lavori del nuovo album; inoltre annunciarono che il primo singolo estratto sarebbe stato How You Remind Me. Mike Kroeger, il bassista, avrebbe voluto puntare su "Never Again" come primo singolo, ma la casa discografica e i compagni decisero che How You Remind Me sarebbe stata più appropriata. In agosto, i Nickelback si imbarcarono nel primo tour in Germania, durante il quale, How You Remind Me raggiunge la vetta delle classifiche Billboard statunitensi prima ancora che Silver Side Up fosse ufficialmente rilasciato. Il successo del primo singolo riportò The State in classifica.

## Tracce
Testi scritti da Chad Kroeger; musica composta dai Nickelback.
1. Never Again - 4:20
2. How You Remind Me - 3:43
3. Woke Up This Morning - 3:50
4. Too Bad - 3:52
5. Just For - 4:03
6. Hollywood - 3:04
7. Money Bought - 3:24
8. Where Do I Hide - 3:38
9. Hangnail - 3:54
10. Good Times Gone - 5:18

Durata totale: 39:10

## Formazione
Nickelback
- Chad Kroeger - voce, chitarra solista
- Ryan Peake - chitarra ritmica, seconda voce
- Mike Kroeger - basso
- Ryan Vikedal - batteria, percussioni

Altri musicisti
- Ian Thornley – Slide guitar in Good Times Gone

## Classifiche
| Classifica (2001-02) | Posizione massima |
| -------------------- | ----------------- |
| Australia            | 5                 |
| Austria              | 1                 |
| Belgio (Fiandre)     | 2                 |
| Belgio (Vallonia)    | 6                 |
| Canada               | 1                 |
| Danimarca            | 4                 |
| Finlandia            | 8                 |
| Francia              | 15                |
| Germania             | 4                 |
| Irlanda              | 1                 |
| Italia               | 10                |
| Norvegia             | 13                |
| Nuova Zelanda        | 1                 |
| Paesi Bassi          | 15                |
| Regno Unito          | 1                 |
| Stati Uniti          | 2                 |
| Svezia               | 2                 |
| Svizzera             | 4                 |